# Azara serrata
Espèce
Synonymes
- Azara bergii F.Phil. ex Phil.[1]
- Azara chiloensis Hook.f.[1]
- Azara dubia Steud.[1]
- Azara lanceolata var. chiloensis (Hook.f.) Reiche[1]
- Azara serrata var. bergii (F.Phil. ex Phil.) Reiche[1]
- Azara umbellata Phil.[1]

Statut de conservation UICN

 LC  : Préoccupation mineure
Azara serrata est une espèce de plantes à fleurs de la famille des Flacourtiaceae en classification classique, ou de la famille des Salicaceae en classification phylogénétique APG III (2009). Elle est originaire de Chili et d'Argentine.

## Liste des variétés
Selon Tropicos (20 mai 2022) (Attention liste brute contenant possiblement des synonymes) :
- Azara serrata var. bergii (F. Phil. ex Phil.) Reiche
- Azara serrata var. chiloensis (Hook. f.) Reiche
- Azara serrata var. fernandeziana (Gay) Reiche
- Azara serrata var. serrata